# Гай Теренций Варон
Гай Теренций Варон (на латински: Gaius Terentius Varro) е консул и военачалник от епохата на Римската република. Заедно със своя колега, Луций Емилий Павел, през 216 г. пр.н.е. Варон командва римската армия срещу Ханибал в битката при Кана, по време на Втората пуническа война. Сражението завършва с разгром за римляните.
Преди да бъде избран за консул, Варон е претор през 218 г. пр.н.е.. Избран е за проконсул в Пиценум от 215 до 213 г. пр.н.е., а от 208 до 207 г. пр.н.е., като пропретор, удържа Етрурия срещу по-малкия брат на Ханибал – Хасдрубал Барка. През 200 г. пр.н.е., Гай Теренций е изпратен в Африка като пратеник.

## Преоценка
Ролята на Варон в поражението при Кана е подложена на преоценка от съвременните историци и историографи, които посочват, че Тит Ливий набляга повече на произхода на Гай Теренций и на неговата прибързаност. Подчертаването на прибързаността при Тит Ливий противоречи на доказателствата в собствената му история, че плебейския консул е високо уважаван от Сената и народа на Рим, дори и след поражението.
Едната гледна точка е, че поражението е повече дело на Луций Емилий Павел, който командва десния фланг на армията (крилото, традиционно водено от главнокомандващия). Оцелелите текстове на Полибий разказват малко за Варон при Кана, но тъй като негови осведомители са сина на Луций Емилий – Луций Емилий Павел Македоник, както и внуците му Сципион Емилиан и Квинт Фабий Максим Емилиан, това не е изненадващо. При писането на историите си, Тит Ливий значително се е осланял на сведенията на Полибий.